# Maria Teresa Méndez y Delgado
Celia Méndez y Delgado, en religion Maria Teresa del Cuore di Gesù (Marie Thérèse du Cœur de Jésus), née à Fuentes de Andalucía en Espagne le 11 février 1844, morte à Séville le 2 juin 1908, est une religieuse espagnole, cofondatrice de la congrégation enseignante des Servantes du Divin Cœur, dédiée au Sacré-Cœur, à l'Immaculée Conception, à la charité et à l'éducation des filles.
Réputée pour sa sainteté, elle est déclarée vénérable par la pape François le 27 octobre 2020.

## Biographie
Celia Méndez y Delgado naît le 11 février 1844 à Fuentes de Andalucía en Andalousie, Espagne. Elle a huit ans en 1852, lorsque sa famille déménage à Séville.
Elle se marie à dix-sept ans avec Paulino Fernánez de Córdoba y Vera de Aragón, marquis de Puebla de Obando. Après avoir vécu au milieu de la haute société de Séville, elle se retrouve en 1874 veuve et sans enfant.
Elle se consacre alors à la vie spirituelle et aux activités pour les démunis. Elle développe un jardin d'enfants pour orphelines et travaille avec les conférences de Saint Vincent de Paul.
Après une période de réflexion, elle fonde avec l'évêque la congrégation des Servantes du Divin Cœur. En créant cette fondation, elle répond à sa préoccupation pour l'éducation. Elle désire « annoncer à tous les hommes l'amour personnel que Jésus-Christ a pour nous » par l'éducation. Les objectifs de son nouvel ordre sont de rendre gloire au Sacré-Cœur de Jésus, d'être particulièrement dévoué à l'Immaculée Conception, de pratiquer la charité envers tous, et tout particulièrement de se dévouer à l'éducation des filles de tous les milieux.
Elle prononce ses vœux perpétuels le 24 décembre 1888, et est élue supérieure générale de son ordre en août 1902. Elle meurt à Séville le 2 juin 1908.

## Procédure en béatification
Sa procédure en béatification est ouverte dans son diocèse, puis transmise à Rome. La Congrégation pour les causes des saints valide son dossier et le pape François autorise le 27 ou le 28 octobre 2020 la reconnaissance de l'héroïcité de ses vertus, ce qui la déclare vénérable.